# Montes di Caronte
Segue una lista dei montes presenti sulla superficie di Caronte. La nomenclatura di Caronte è regolata dall'Unione Astronomica Internazionale; la lista contiene solo formazioni esogeologiche ufficialmente riconosciute da tale istituzione.
I montes di Caronte portano i nomi di scrittori e artisti collegati all'esplorazione dello spazio.

## Prospetto
| Montes        | Eponimo | Latitudine | Longitudine | Diametro |
| ------------- | --- | ---------- | ----------- | -------- |
| Butler Mons   | Octavia E. Butler - Scrittrice statunitense (1947-2006), autrice della trilogia della Xenogenesi.                        | 9,48° S    | 38,74° E    | 90,6 km  |
| Clarke Montes | Arthur C. Clarke - Scrittore britannico (1917-2008), autore del romanzo Odissea nello spazio.                            | 5,12° S    | 7,05° E     | 74,6 km  |
| Kubrick Mons  | Stanley Kubrick - Regista statunitense naturalizzato britannico (1928-1999), autore del film 2001: Odissea nello spazio. | 3,6° N     | 30,8° E     | 40 km    |